# Smithiogaster
Smithiogaster is een monotypisch geslacht van schimmels behorend tot de familie Agaricaceae. Het geslacht bevat alleen Smithiogaster volvoagaricus.